# Satoko Tanaka
Sakoto Tanaka (田中聡子?, Tanaka Sakoto; Sasebo, 3 febbraio 1942) è un'ex nuotatrice giapponese.

## Palmarès
- Giochi Olimpici

Roma 1960: bronzo 100 m dorso